# Bruce Rauner
Bruce Vincent Rauner (nascido em 18 de fevereiro de 1957) mais conhecido como Bruce Rauner é um político norte-americano com base eleitoral na Illinois, foi o 42º governador de seu estado, Rauner é membro do Partido Republicano.